# Castiglione della Pescaia

Lage der Gemeinde Castiglione della Pescaia in der Provinz Grosseto

Castiglione della Pescaia ist eine italienische Stadt mit 7105 Einwohnern (Stand 31. Dezember 2023) an der Maremmaküste, Toskana in der Provinz Grosseto. Der Ort wird von einer mittelalterlichen Burg (12. bis 14. Jahrhundert) überragt und ist heute ein beliebter Badeort am Tyrrhenischen Meer.

## Geografie
Die Gemeinde erstreckt sich über rund 209 km². Sie liegt etwa 20 km westlich der Provinzhauptstadt Grosseto und rund 125 km südlich der Regionalhauptstadt Florenz.

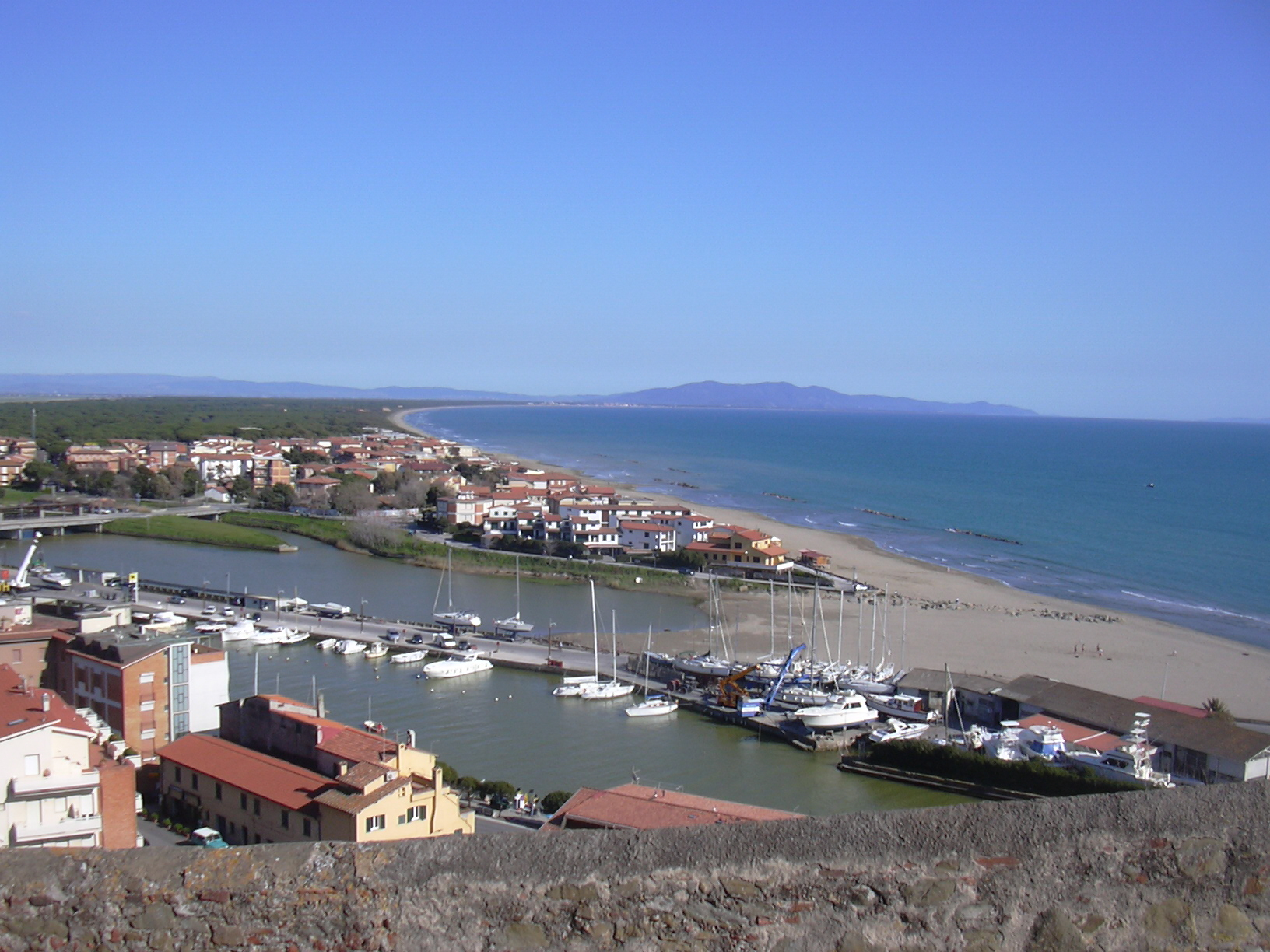
Der Hafen mit südöstlich angrenzender Bucht

Zu den Ortsteilen (frazioni) zählen Ampio (53 m s.l.m., ca. 110 Einwohner), Buriano (184 m, ca. 180 Einwohner), Macchiascandona (auch Le Palazzine genannt, 32 m, ca. 30 Einwohner), Pian d’Alma (gehört auch zu Scarlino, 17 m, ca. 100 Einwohner), Pian di Rocca (13 Höhenmeter, ca. 200 Einwohner), Ponti di Badia (18 m, ca. 50 Einwohner), Punta Ala (38 m, ca. 400 Einwohner), Riva del Sole (5 m), Roccamare (6 m, ca. 60 Einwohner), Rocchette (6 m, ca. 10 Einwohner), Tirli (404 m, ca. 260 Einwohner) und Vetulonia (335 m, ca. 250 Einwohner). Der Hauptort selbst hat ca. 3.900 Einwohner.
Die Nachbargemeinden sind Gavorrano, Grosseto und Scarlino.

## Geschichte
Zu Zeiten der Etrusker (9.–4. Jh. v. Chr.) war das Gebiet südöstlich der Flussmündung des Bruna, an der das heutige Castiglione liegt, von einem großen Salzsee bedeckt. Römische Quellen (Catull und Cicero) erwähnen ihn als Lacus Prelius. Ein kleiner Hafen ist unter dem Namen Salebro bzw. in der Erweiterung durch eine Siedlung Mansio Salebro dokumentiert, deren genaue Lage nicht mehr nachvollziehbar ist und die nach dem Untergang des Römischen Reiches verloren ging.
Im 9. Jahrhundert erwähnt eine Urkunde Ludwigs des Frommen ein Castellione della Piscaria, und Wilhelm von Malavalle – heute noch Schutzpatron des Ortes – soll sich in dieser unwirtlichen Gegend (malavalle) als Eremit zurückgezogen haben.
Das älteste heute noch sichtbare Zeugnis aus der Vergangenheit ist die von der Seefahrer-Republik Pisa angelegte Festung; die Pisaner beherrschten den Hafen vom 10. bis ins frühe 15. Jahrhundert. Mit der Eroberung Pisas durch Florenz 1406 teilt Castiglione seine weitere Geschichte mit der Medici-Republik und insoweit ab 1569 mit dem Großherzogtum Toskana, ab 1737 mit Habsburg-Lothringen und ab 1860 mit dem italienischen Staat.
Leopold II. initiierte im 19. Jahrhundert umfangreiche Programme zur Entwicklung eines Kanalsystems durch den Salzsee, ähnlich demjenigen, das es zu antiken Zeiten schon einmal gegeben haben muss, sowie zur Trockenlegung der südlich angrenzenden Sümpfe. Im Laufe des darauffolgenden Jahrhunderts stagnierten die Arbeiten jedoch immer wieder, und die Natur holte sich das Land zurück. Unter Benito Mussolini kam es zu Zwangsarbeitsprogrammen mit Häftlingen und landlos gewordenen Veteranen aus dem Ersten Weltkrieg. Es sollte noch bis Mitte des 20. Jahrhunderts dauern, bis eine Kultivierung des ehemaligen Sumpflandes endgültig gelungen und die Malaria ausgerottet war.
Für die Pisaner hatte der Hafen nur strategische Bedeutung; Siedler mieden die Sumpfgebiete. Die Medici versuchten, Familien aus dem Norden für den Zuckerrohranbau zu gewinnen. Erst im 19. Jahrhundert siedelten sich im Zuge der Verbesserung des Klimas die ersten Fischer an; noch heute ist Fischfang eine Einnahmequelle des Ortes, neben die der Tourismus erst Ende des 20. Jahrhunderts getreten ist. Hotels, Appartementanlagen, Campingplätze, Cafés und Restaurants erreichen im Juli/August ihre Kapazitätsgrenzen, doch außerhalb dieser Spitzenzeiten ermöglicht eine moderate Auslastung ausreichende Beweglichkeit. Außerhalb der Badesaison (Oktober bis April) sind viele Einrichtungen geschlossen.

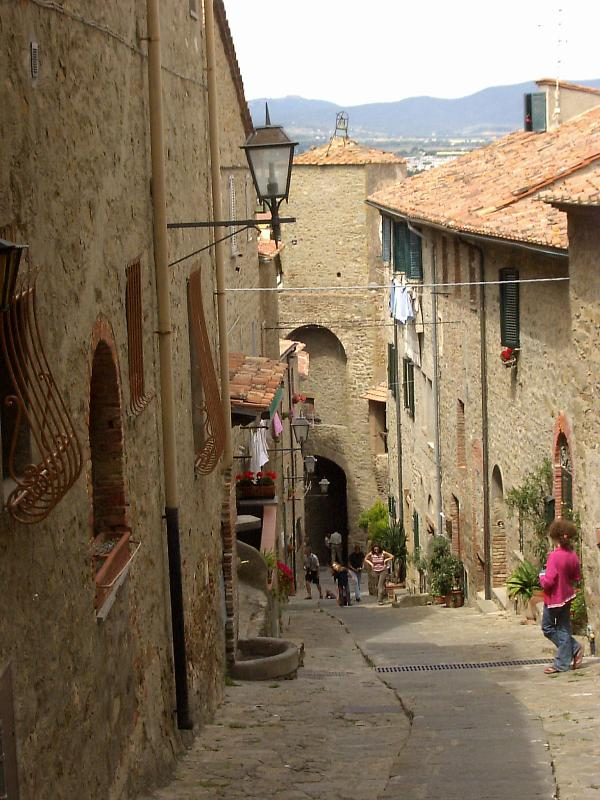
Gasse in der Altstadt

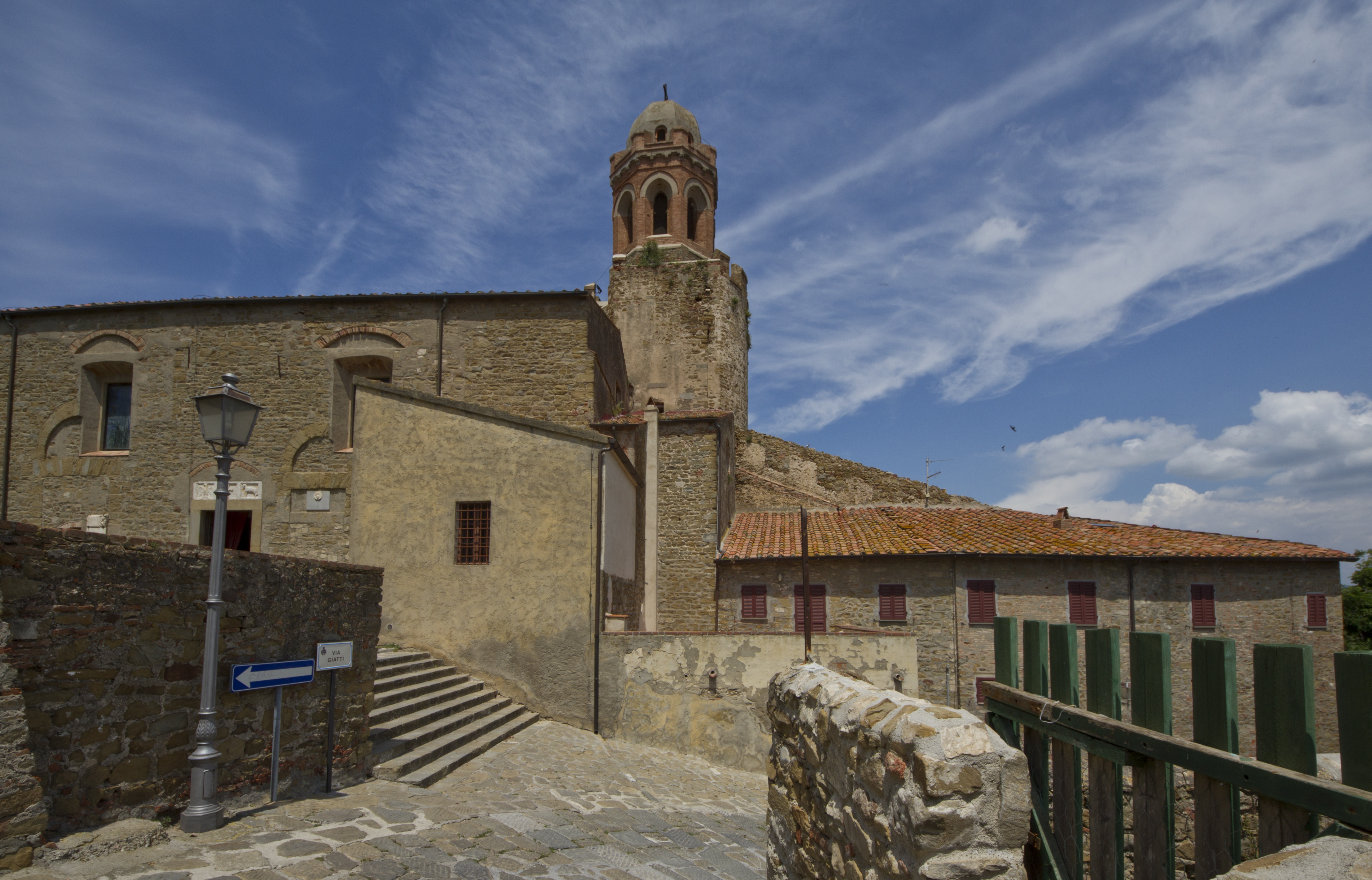
Pieve di San Giovanni Battista

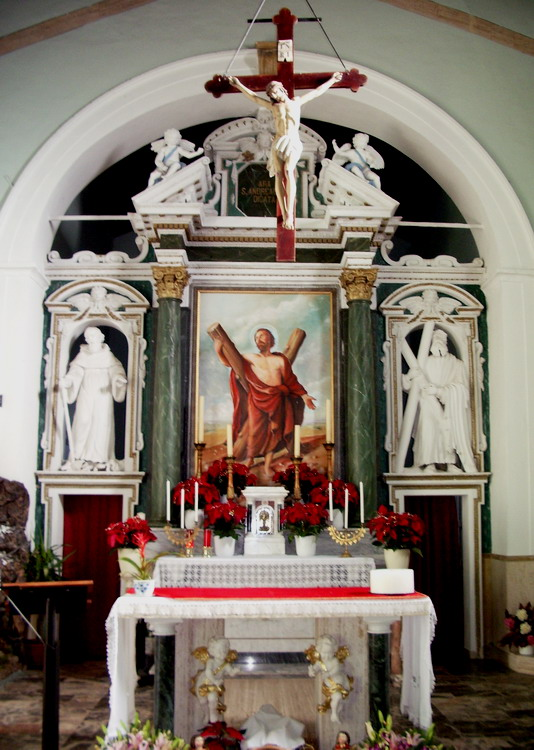
Kirche Sant’Andrea Apostolo im Fraktion Tirli, Barockhauptaltar

## Sehenswürdigkeiten
- Die pisanische Rocca geht auf einen ersten, im 12. Jahrhundert angelegten Turm hoch auf dem Hügel über dem Hafen von Castiglione zurück, der in den darauffolgenden Jahrhunderten in einen vorgelagerten Mauerring mit zwei weiteren Ecktürmen eingebunden wurde; diese Anlage umschließt die Oberstadt dreiecksförmig. Der ursprüngliche Turm wurde stark verändert; er ist heute in Privatbesitz und für die Öffentlichkeit nicht zugänglich. Weitere Befestigungsanlagen wurden im 15. Jh. von den Florentinern hinzugefügt.
- Treppenaufgänge, teilweise mit Schwibbögen, ziehen sich durch die Altstadt innerhalb des Mauerrings und schließen die Kirche sowie den Palazzo Comunale mit ein.
- Von der Aussichtsterrasse unterhalb des bewohnten Turms öffnet sich ein weiter Blick auf den Ort und nach Süden bis zur Isola del Giglio sowie zum Monte Argentario.
- Pfarrkirche San Giovanni Battista, bereits 1051 erwähnte Pieve.
- Palazzo Pretorio (mittelalterlich, renoviert im  18. Jahrhundert).
- Palazzo Camaiori (erbaut im 15. Jahrhundert).
- Palazzo Centurioni (mittelalterlich, renoviert im  20. Jahrhundert).
- Palazzo dello Spedale (erbaut am Ende des 16. Jahrhunderts, dann immer restauriert).
- Kirche Santa Maria Assunta im Fraktion Buriano mit Fresko La natività des Malers Giuseppe Nicola Nasini.
- Kirche Sant’Andrea Apostolo im Fraktion Tirli, mit Stuckarbeiten von Andrea Ferrari aus Lugano, bewahrt die Reliquien des Heiligen Guglielmo di Malavalle.

## Natur
- Die ausgedehnten Pinienwälder entlang der feinsandigen Strände ca. 7 km nördlich des Ortes bis zur Feriensiedlung Le Rocchette sowie entlang der  südöstlich angrenzenden Bucht wurden in Habsburger Zeit im Rahmen des Kultivierungsprogramms (la bonifica) angepflanzt.
- Zwischen den Flüssen Bruna und Ombrone ist ein ca. 1000 ha großes Sumpfgebiet (der Padule di Castiglione) der Natur überlassen. Es bildet heute noch das größte seiner Art in Italien und ist ein Vogelschutzgebiet, das an den nur unter Auflagen zugänglichen  Parco Naturale della Maremma grenzt.